# Chinchorro (náutica)

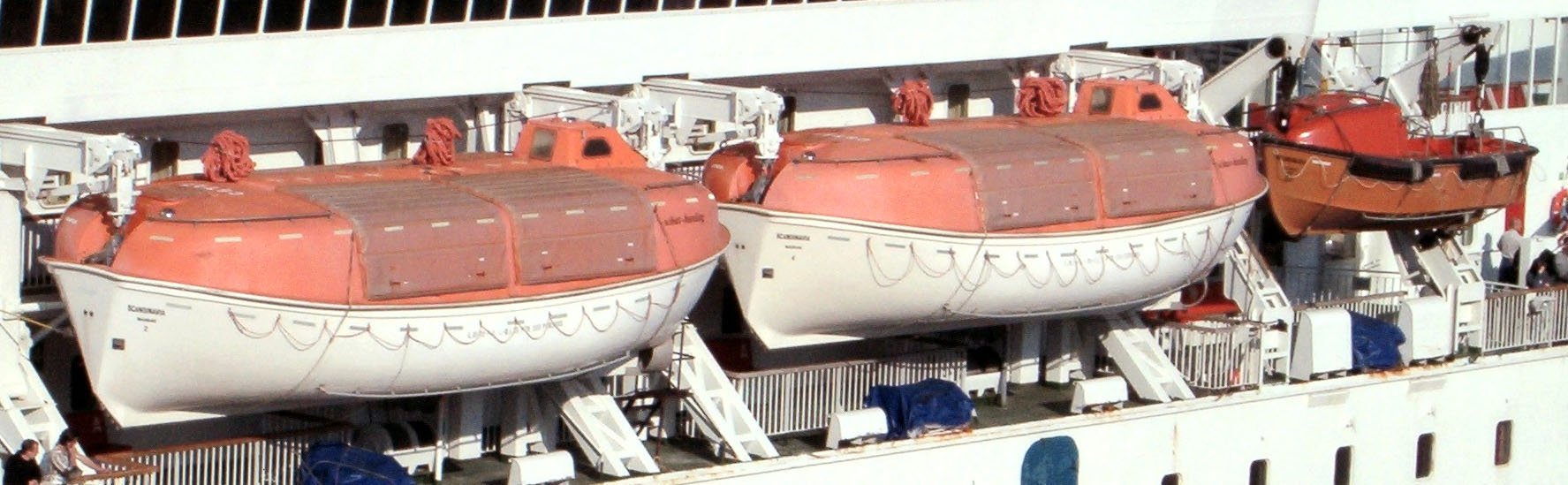
Botes salvavidas y chinchorro.

El chinchorro es una barca auxiliar, un bote pequeño generalmente de remos. Las grandes embarcaciones llevan a bordo un chinchorro para utilizar en tareas menores de apoyo. En estos casos, las plazas para pasajeros o tripulantes del chinchorro no son tomadas en cuenta para el cálculo de la dotación de embarcaciones salvavidas exigidas por el SOLAS (acrónimo en inglés del "Convenio Internacional para la Seguridad de la Vida Humana en el Mar").
Aun en caso de que una embarcación deportiva tenga un chinchorro, deberá contar además con los dispositivos salvavidas exigidos.
- Datos: Q112572310